# Nicolaus Schrickel
Johann Nicolaus Schrickel (* 1820 in Unterpörlitz; † 13. Mai 1893 in Eilenburg, Königreich Sachsen) war ein deutscher Orgelbauer und Bildschnitzer in Eilenburg.

## Leben
Nicolaus Schrickel erlernte den Orgelbauer-Beruf ab 1842 beim Orgelbauer Ludwig Weineck in Eilenburg. 1845 machte er sich dort in der Torgauer Straße 19 selbstständig. Nachkommen sind in US-Amerika zu finden. Sein Sohn war dort vermutlich Klavierhändler. In Ilmenau, in St. Jakobus, baute er sein größtes Werk. Durch schwere Einschnitte im persönlichen Bereich war ihm eine Instandsetzung seines größten Werkes ein Jahr später nicht mehr möglich. Aus Heimatverbundenheit wollte er gern 1856 diese große Orgel erbauen, die durch den abnehmenden Sachverständigen Engel, Merseburg, mit „Stimmen wohlgelungen, mannigfaltig und herzgewinnend“ gelobt wurde. Mit diesem Neubau geriet Nicolaus Schrickel geschäftlich in beträchtliche Bedrängnis. 1907 war die Orgel in Konzerten und Gottesdiensten so gut wie gar nicht mehr zu gebrauchen und ein gewaltiger Neubau wurde beschlossen.

## Werke (Auswahl)
Nicolaus Schrickel baute mehr als 60 Orgeln, vor allem im Raum Eilenburg, aber auch in Thüringen und der Niederlausitz. Einige sind erhalten. Nicht mehr vorhandene Instrumente sind kursiv gesetzt.
Orgelneubauten
| Jahr           | Ort                      | Gebäude              | Bild | Manuale | Register | Bemerkungen |
| -------------- | ------------------------ | -------------------- | ---- | ------- | -------- | --- |
| 1842           | Lampertswalde            | Kirche Lampertswalde |      | II/P    | 14       | 1899 ersetzt, Gehäuse möglicherweise übernommen. |
| 1845/50        | Battaune                 | Kirche Battaune      |      | I/P     | 6        | erhalten, mit originalem Zinnprospekt vermutlich frühester, vom Orgelgehäuse freistehender Spieltisch der Region                                                                                             |
| 1847           | Kühren bei Wurzen        | Kirche               |      | I/P     | 9        | ? |
| 1851           | Wiedemar                 | Kirche               |      | II/P    | 18       | erhalten |
| 1853           | Lißdorf                  | Kirche               |      | II/P    | 17       | in Kommission für Friedrich Ladegast, erhalten |
| 1856 oder 1857 | Züllsdorf                | St. Peter und Paul   |      | II/P    | 14       | erhalten |
| vor 1858       | Eilenburg                | St. Franz Xaver      |      | I/P     | 6        | im Zweiten Weltkrieg verloren gegangen |
| 1857–1858      | Ilmenau, Thüringen       | St. Jakobus          |      | III/P   | 37       | seine größte Orgel, III-37, 1911 ersetzt von der Orgelbauanstalt E.F. Walcker-Ludwigsburg mit III-65 im schrickelschen Gehäuse, welches von dem Ilmenauer Tischlermeister Friedrich Fleischhack erbaut wurde |
| 1859           | Seegeritz                | Katharinenkirche     |      | I/P     | 7        | nicht erhalten |
| 1860           | Gerbisbach               | Dorfkirche           |      | I/P     | 7        | erhalten |
| 1861           | Kossa                    | Dorfkirche           |      | I/P     | 6        | erhalten |
| 1861           | Luckau, Niederlausitz    | Kirche (welche?)     |      | II/P    | 14       | erhalten? |
| 1861           | Buckau bei Herzberg      | Dorfkirche           |      | II/P    | 14       | erhalten |
| 1863           | Schlieben, Niederlausitz | St. Martin           |      | II/P    | 26       | 1879 durch Conrad Geissler durchgreifend umgebaut, von 2013 bis 2019 restauriert durch Mitteldeutscher Orgelbau A. Voigt                                                                                     |
| 1865           | Paschwitz                | Dorfkirche           |      | I/P     | 7        | erhalten |
| 1866–1867      | Kremitz                  | Fachwerkkirche       |      | I/p     | 5        | erhalten |
| 1866–1867      | Gostemitz                | Dorfkirche           |      | I       | 4        | erhalten, mit originalem Zinnprospekt |
| 1867           | Arenzhain, Niederlausitz | Dorfkirche           |      | I/P     | 6        | in Prospekt von Johann Christoph Schröther dem Älteren, erhalten |
| 1867–1869      | Beyern                   | Dorfkirche Beyern    |      | II/P    | 14       | |
| 1875           | Seelingstädt             | St. Johannis         |      | II/P    | 12       | ersetzt durch R. Schmeisser |
| um 1875        | Schnaditz                | Kirche               |      | I/P     | 8        | erhalten |
| 1879           | Neichen                  | Kirche               |      | I/P     | 9        | |
| um 1880        | Roitzsch                 | Kirche               |      | II/P    | 12       | |
| 1881           | Rietdorf, Niederlausitz  | Dorfkirche           |      | I/P     | 7        | |
| 1881           | Breitenau                | Dorfkirche           |      | I/P     | 5        | erhalten |
| 1881           | Lossa                    | Dorfkirche           |      | III/P   | 26       | erhalten |
| 1883           | Gottscheina              | Kirche Gottscheina   |      | I/p     | 5        | erhalten |
| 1889           | Kühnitzsch bei Wurzen    | Dorfkirche           |      | II/P    | 11       | erhalten |
| 1889–1890      | Gimritz                  | St. Georg            |      |         |          | 2003 neue Kleinorgel, keine Reste erhalten, Schrickel-Orgel ist Ruine |
| 1892–1893      | Niendorf                 | Dorfkirche           |      | I/P     | 7        | erhalten |

Weitere Arbeiten
| Jahr | Ort       | Gebäude                 | Bild             | Manuale | Register | Bemerkungen |
| ---- | --------- | ----------------------- | ---------------- | ------- | -------- | ----------- |
| 1867 | Eilenburg | Stadtkirche St. Nikolai | histor. Aufnahme | III/P   |          | Erweiterung |